# بنات النوخذة (مسرحية)
مسرحية بنات النوخذة هي مسرحية من تأليف الأديبة الإماراتية: باسمة يونس. تحكي قصة ثلاث شقيقات، أجبرهن والدهن النوخذة على العيش في عزلة بعيدا عن الناس ونشر خبر وفاتهن بين الآخرين في القرية خشية اقحام بناته في مهاترات المجتمع واستلابهن من قبل الذئاب البشرية المتحفزة للنيل من النساء. ويبدأ المشهد الأول بمنظر الأب وهو مستلق على الحصيرة وبناته يعملن حوله. يدق الباب الخارجي فتشعر الشقيقات بالرعب لأن الأب موجود فمن يدق الباب عليهن وهو أمر لم يختبرنه من قبل؟ من خلال الحوارات وتفاعل الأحداث نكتشف بان الأب قد مات وهو مستلق على الحصيرة وعرفت الشقيقات بموته لكنهن لم يجرؤن على الإفصاح عن ذلك خشية الاعتراف به لأنفسهن. ويتضح أن الطارق على الباب هو عيسى الذي يعمل على المركب مع والدهن النوخذة وقد جاء يبحث عنه بعد أن طال غيابه. من خلال تداعي الأحداث يبدأ عيسى الذي كان رفيق طفولتهن يحاول إخراجهن من العزلة التي فرضها عليهن الأب المتوفي لكن الشقيقتان الأكبر سنا ترفضان الخروج وقد تجاوزت كل منهن سن الثلاثين ولم تعد قادرة على مواجهة العالم وحدها أما الصغرى فهي تضع يدها في يد عيسى وتخرج للحياة.وبعد خروجها ينهار سقف المنزل فوق الشقيقتان الباقيتان في المنزل.
والمسرحية تعالج أكثر من قضية كانت المراة تعيشها في المجتمع الشرقي ولا تزال حتى اليوم تعاني منها في الكثير من الدول العربية. ولابد من الإشارة إلى أن الإمارات قد حققت سبقا في مساواة المرأة بالرجل وفي كفالة هذه المساواة لها والتي تحققت عبر ادراج مبدأ المساواة في الدستور الإماراتي ودعم المراة وتعليمها وتنصيبها في ماركز قيادية عالية.

## الجوائز
الاديبة باسمة يونس قد نالت على هذه المسرحية جائزة الشارقة للتأليف المسرحي عام 2002 ولها أكثر من عشرة نصوص مسرحية حصلت على جوائز في أعوام مختلفة.كما ولها اثنا عشر مجموعة قصصية ورواية والعديد من النصوص الدرامية والأعمال التلفزيونية.
وتعرف الكاتبة باسمة يونس بأنها من الأديبات النشيطات على الساحة الثقافية الإماراتية ولها دور متميز في المشهد الثقافي. ومن خلال تطوعها في العديد من المؤسسات والجمعيات الثقافية استطاعت أن تبني لها سيرة تطوعية ثقافية متميزة، وأن تسهم في دعم تنمية المجتمع من خلال تعزيزها لمفاهيم الثقافة ونجاحات المرأة. وقد حصلت مؤخرا على شهادة الماجستير في إدارة وسياسة التعليم الدولية وقدمت بحثا يلخص قصص حياة مجموعة من 30 ناجحة من النساء الإماراتيات اللواتي دعمهن التعليم والرؤى الإماراتية المتفتحة في دعم المراة وحثها على النجاح والرقي بالمعرفة.
كما تعمل باسمة يونس حاليا في وزارة الثقافة والشباب وتنمية المجتمع وترأس عدة مشاريع ثقافية أسهمت في تأسيس مفهوم الثقافة ولاقت الكثير من الاهتمام والدعم الهائل من قبل وزير الثقافة والشباب وتنمية المجتمع ومسؤولين في الثقافة في الإمارات.
من أعمالها:
1-مجموعة قصص (عذاب) –إصدار خاص-1987 –دبي –مطبعة دبي.
«تحتوي هذه المجموعة على عدد 21 قصة قصيرة اجتماعية. قصة عذاب حولت إلى مسلسل تلفزيوني بعنوان» أبي عفوا «من خلال مؤسسة دبي للإنتاج الفني /تلفزيون دبي وعرضت على كافة الشاشات العربية وعلى فضائية mbc» والقصة تدور في اطار القضية الأبدية عن تفضيل انجاب الذكور على البنات).
وقد نشرت كافة قصص المجموعة في الدوريات الإماراتية والعربية المختلفة.
2-مجموعة قصص (اغتيال أنثى)-إصدار خاص-1988 –دبي-مطبعة دبي.
"تحتوي هذه المجموعة على عدد 11 قصة قصيرة يجمعها الخيط الاجتماعي والقضايا الإنسانية. تضم المجموعة قصتين معنونتين ب"حكاية زهرة "ذبول امرأة" والثمن "المزاد" الفائزتين بجائزتي المركزين الأول والثاني في مسابقة تلفزيون أبوظبي للقصة القصيرة عام 1987 ".
ونشرت كافة قصص المجموعة في الدوريات المحلية والعربية.
3-مجموعة قصص (طريق إلى الحياة) –إصدار خاص-1989-دبي-مطبعة دبي.
"تحتوي هذه المجموعة على عدد 15 قصة قصيرة وهي تعالج الهم الإنساني والقضايا اليومية للإنسان في مجتمع جديد يتطور يوميا ويمر فوق المهمشين بدون أن يرحمهم. وتضم قصتين فائزتين وهما "اعلان" الحائزة على المركز الثاني في مسابقة نادي الشباب العربي 1987 وقصة "استغاثة"الحائزة على شهادة تقدير في مسابقة اتحاد كتاب وأدباء الإمارات عام 1988. 
ونشرت كافة قصص المجموعة في الدوريات المحلية والعربية.
4-مجموعة قصص«هجير» إصدار الهيئة العامة للكتاب ومركز ابن خلدون للدراسات 1992واصدار آخر خاص –مطبعة دبي1992.
«المجموعة فازت بمسابقة الدكتورة سعاد الصباح للابداع الفكري والأدبي بين الشباب العربي عام 1992. وفيها 13 قصة تطوي بينها حكايات متنوعة وخطوط الهم الإنساني اللامتناهي».
5-مجموعة قصص (رجولة غير معلنة) إصدار اتحاد كتاب وأدباء الإمارات –الشارقة 2000.
14 قصة قصيرة، تنوعات الحكايات وطروحات مختلفة، ورؤية للعالم والواقع المحيط من وجهة نظر كاتبتها. وفي القصة الكثير من القضايا التي تعاني منها النفس الإنسانية على اختلاف مشاربها ونوعياتها وهمومها.
6-مجموعة قصص«ماذا لو مات ظلي» إصدار دائرة الثقافة والاعلام في الشارقة-2004
مجموعة 13 قصة قصيرة من الواقع الاجتماعي وفيها قضايا فلسفية مثلقصة «ماذا لو مات ظلي» التي تحولت إلى فيلم قصير وقصة «الموتى يعترفون» الحائزة على المركز الأول في مسابقة الصدى للقصة القصيرة.
7-مجموعة قصص «علاقة خطرة» إصدار اتحاد كتاب وأدباء الإمارات -2006
بدأت الخليقة بآدم وحواء وتستمر بهما ولن تنتهي إلا بهذين. والعلاقة التي يعيشانها سويا علاقة خطرة بكل أبعادها وبكافة مستوياتها وبكل ماتعنيه هذه العلاقة. ومجموعة قصص «علاقة خطرة» تتجه في مسارها لتوضيح أنواع العلاقات التي يمكن أن تصبح خطرة في يوم ما.
8-رواية (ملائكة وشياطين –إصدار خاص –1990 –مطبعة دبي.
رواية طويلة، تتحدث عن العلاقة بين الشرق والغرب من وجهة نظر عائلة عربية تضطر إلى الرحيل وتلقي بها الأيام في فوهة الاغتراب الصعب. ما الذي قد يحدث حينما يصبح الرحيل واقعا يغلف القلوب. هي عائلة صار الخوف شمسها التي تبزغ كل صباح. صار الألم هو خطوط قطاراتها المنقوشة فوق واقعها. وحينما غاب قمر الوطن، صارت العتمة هي نجمة سمائها التي تهتدي بها إلى المجهول ! العائلة تتشرد في دولة غربية ومن خلال هذا الاختلاف في البيئة والتقاليد تحدث لها كوارث ومصائب.
9-مسرحية –البديل- إصدار دائرة الثقافة والاعلام في الشارقة –الشارقة 2001.
مسرحية الفصل الواحد، وحازت على المركز الأول في مسابقة جمعية المسرحيين بالشارقة للتأليف المسرحي بين الكتاب المسرحيين في الوطن العربي عام 1999.
«في داخل كل منا بديل. ولكن، ماذا يفعل البديل ان خرج وتحول إلى واقع يتجسد كالغول. ماذا نفعل ان نحن أرضعنا الشيطان الذي بداخلنا حقدا وعتوا، حتى تمرد وكسر القيد، ثم خرج ليحكم ويسيطر؟ المفارقة، أن يكون هذا البديل هو الحق والسلام وأن يكون الأصل، هو الحقد والدمار انه السيد الذي صنع لنفسه تمثالا فتمرد التمثال عليه وصار هو الأقوى !»
10-مسرحية «بنات النوخذة» –إصدار دائرة الثقافة والاعلام في الشارقة –الشارقة 2002
مسرحية الفصل الواحد، وحازت على المركز الثاني في مسابقة التأليف المحلي المسرحي. وهي مسرحية تتحدث عن الماضي في الإمارات من خلال فترة الغوص ومايحدث لعائلة مكونة من ثلاث بنات وأبوهن النوخذة في ذلك الزمان. القصة تعتمد على المعالجة السيكولوجية لنفسيات ثلاث فتيات شقيقات غير متزوجات يحبسهن الأب في الدار ويمنعهن من الخروج إلى العالم والاختلاط بالناس فيتحول الأمر إلى مأساة وترفض الفتيات الخروج من الحبس حتى بعد وفاة والدهن ماعدا واحدة تحمل الامل والتفاؤل في ذاتها.
11-ثلاث مسرحيات (فصل واحد) آخر ليلة باردة /دمى/صاحب المطعم.عن دائرة الثقافة والاعلام في الشارقة 2005 وهي متنوعة ومختلفة في قضاياها.وقد جسدت الأولى على المسرح بطولة هدى الخطيب وآلاء شاكر /صاحب المطعم نالت جائزة جمعية المسرحيين.
12-مسرحية بحاران (فصل واحد) النص الفائز بجائزة الشارقة الثانية للتأليف المسرحي 2005 الحياة بكل ما فيها من تناقضات والإنسان بكل ما فيه من شر ورغبة في امتلاك الحياة.
13-مسرحية (الخطايا) 
لن يعبر الإنسان في هذا العالم بدون مأساة والنتائج دائما تختلف ولكن تبقى النهاية هي الحكم الأخير عليه وعلى مايستحقه.
14-مسرحية (قلب في الماء)
عروس البحر وهموم الإنسان الصياد الفقير. الحب الذي لايمكن أن يعيش ويكبر لأنه حب محفوف بالمخاطر، لكن الموت هو النهاية الوحيدة والأخيرة.
15-مسرحية (رجل)
رجل يجابه أوهام شكوكه فيقتل زوجة كان يحبها ثم يكتشف أنه قد قتل نفسه فهي لم تكن خائنة بقدر ما كان هو واهما، ويصبح شبحها السوط الذي يعذبه ويعاقبه.
الجوائز التي حصلت عليها:
الجوائز الادبية:
1-جائزة اتحاد كتاب وأدباء الإمارات (تقديرية عن قصة استغاثة ونشرت في مجموعة قصص بعنوان (12 قصة قصيرة) 1988
2-جائزة نادي الشباب العربي (الثانية عن قصة اعلان)1989
3-جائزة تلفزيون أبوظبي (المركزان الأول والثاني) عن قصتي (حكاية زهرة –المزاد)1987 
4-جائزة غانم غباش للقصة القصيرة (تقديرية عن قصة كلمة شرف 1990، تمرد 1991، حمد الوارث 1992) الثالثة مناصفة عن قصة (مساء الخير) 1993 الأولى مناصفة عن قصة (لعبة الرفض)1995.
5-جائزة وزارة الاعلام والثقافة في أبوظبي (الثالثة –مسرحية الفصل الواحد (النخلة) 1992.
6-جائزة د.سعاد الصباح للابداع الفكري والأدبي بين الشباب العربي –هيئة الكتاب المصرية –مركز ابن خلدون –القاهرة عن مجموعة قصص (هجير) 1992.
7-جائزة (المركز الأول) في مسابقة التأليف المسرحي في الوطن العربي –جمعية المسرحيين –الإمارات -مسرحية البديل 1999
8-جائزة (المركز الأول) في مسابقة القصة القصيرة –مجلة الصدى-الإمارات قصة (الموتى يعترفون) فبراير 2000.(صدرت في عدد خاص يصدر عن المجلة)
9-جائزة المركز الثالث في مسابقة المسرح المدرسي بالشارقة عن مسرحية (الأم) 2000.